# إيما تومسن (ممثلة)
إيما تومسن (بالدنماركية: Emma Thomsen) هي ممثلة دنماركية، ولدت في 21 نوفمبر 1863 في كوبنهاغن في الدنمارك، وتوفيت بنفس المكان في 5 يناير 1910. من الجوائز التي نالتها Ingenio et arti ‏ سنة 1908.

## جوائز
- Ingenio et arti [الإنجليزية]‏ (1908)